# Лоський Ігор Костянтинович
І́гор Костьович Ло́ський (15 грудня 1900, Люблін — 27 травня 1936, Львів) — український історик, науковий співробітник Українського наукового інституту в Берліні, учитель Малої греко-католицької семінарії у Львові, співредактор часопису «Хліборобський Шлях», учасник бою під Крутами.

## Життєпис
Син історика права, українського громадського та політичного діяча, дипломата Костя Лоського.
Навчався у 2-й Українській гімназії імені Кирило—Мефодіївського товариства в Києві. Разом з іншими гімназистами у січні 1918 року вступив до Студентського куреня армії УНР. Брав участь у Бою під Крутами, в якому був важко поранений. Написав спогади про цю подію під назвою «Крути», де згадував: 
| Сумно зустрічав український Київ новий 1918 рік. З півночі і сходу насувалися на Україну банди червоних завойовників. Цілий край в обіймах анархії. Нарешті, в самому Києві щодня можна було сподіватися повстання. Але що було найгірше, то повна відсутність власного війська, відсутність хоч найменшої можливості поставити опір анархії[4]. |
Згодом працював у Міністерстві закордонних справ УНР.

### На еміграції

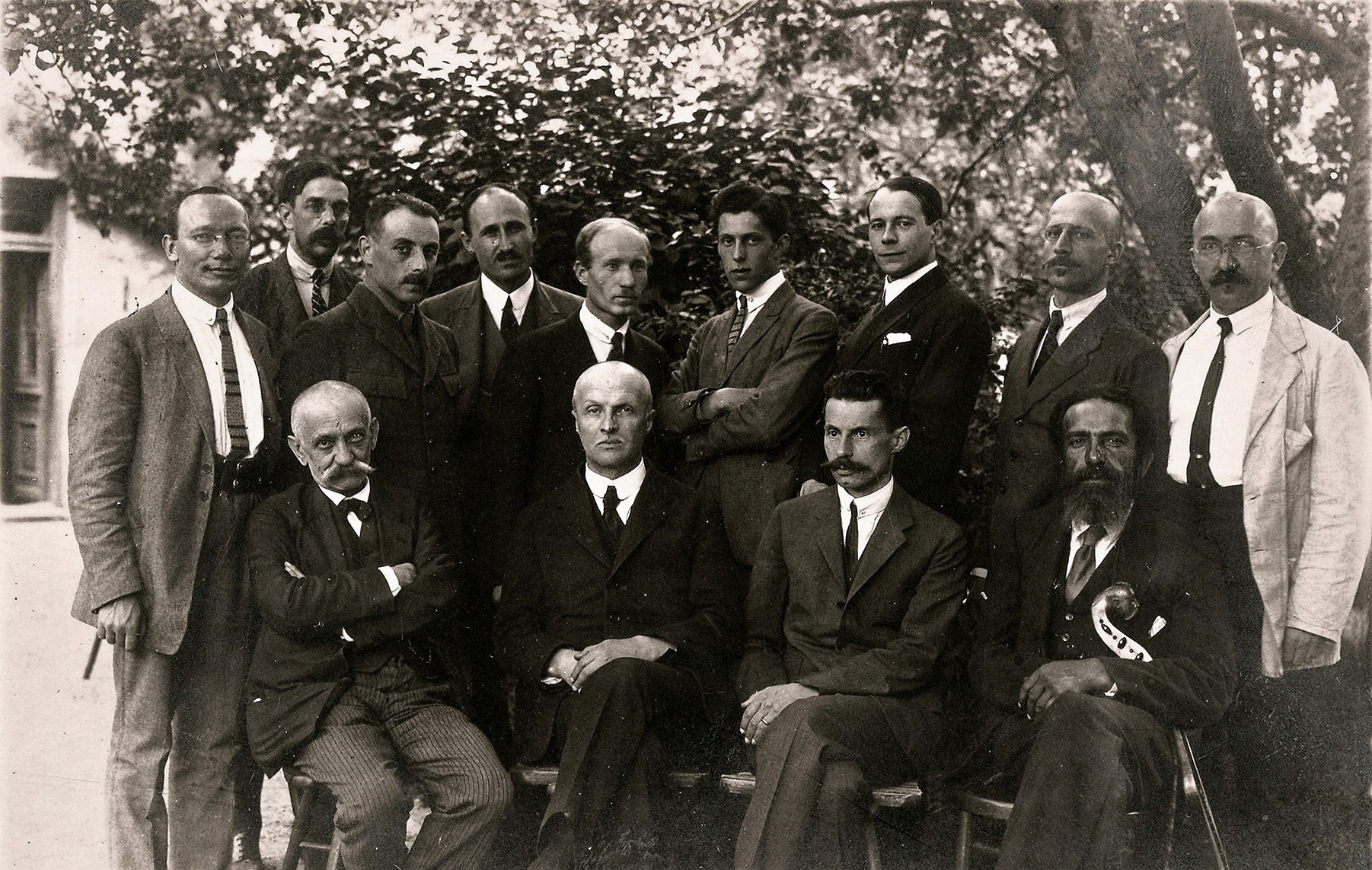
Учасники установчого з'їзду Українського союзу хліборобів-державників, Рейхенау, 4—8 червня 1922 року. Зліва направо сидять: Іван Леонтович, гетьман Павло Скоропадський, В'ячеслав Липинський, Людвіг Сідлецький; стоять Михайло Тимофіїв, Микола Кочубей, Адам Монтрезор, Андрій Білопольський, Михайло Савур-Ципріянович, Ігор Лоський, Володимир Залозецький, Сергій Шемет, Олександр Скоропис-Йолтуховський.

Після Визвольних змагань на еміграції. Спочатку перебував у Відні, де 1921 року став студентом Українського вільного університету. Згодом університет переносять до Праги, де Ігор Лоський продовжує навчання до 1927 року. Під час навчання брав також активну участь в українському громадському житті, став одним із засновників товариства «Український стяг». 
У 1927–1932 рр. перебував у Німеччині як науковий співробітник Українського наукового інституту в Берліні. Працював під керівництвом професора Дмитра Дорошенка, що дало йому можливість значно поглибити знання з історії. Особливо цікавився Ігор Лоський періодом Гетьманщини, підготував монографію про Івана Богуна. У Німеччині написав праці «Українці на студіях у Німеччині в XVI-XVIII ст.ст.» (1931) й «Українські студенти в Ростоку й Кілі» (1932).

### У Львові
1932 року переїхав до Львова. За сприяння митрополита Андрея Шептицького отримав посаду учителя Малої греко-католицької семінарії, де викладав історію та французьку мову, а також одночасно обіймав посаду співредактора часопису «Хліборобський Шлях».
Писав та друкував історичні нариси та статті в багатьох українських часописах та видавництвах, зокрема «Новий час», «Червона калина», «Нова хата», «Життя та знання». Написав ряд монографій з історії Гетьманщини XVII й XVIII століття.
Ігор Лоський помер раптово на 36-му році життя. Його поховали на 71-му (пізніше — на 45-му) полі Личаківського цвинтаря у Львові, а з 2012 року — на полі почесних поховань (поле № 67).

### Сім'я
Ігор Лоський у 1924 році одружився з Ольгою (Тусею) Кіндратівною Лоською (до шлюбу Приходько; нар. 5 червня 1904, Кам'янець-Подільський — пом. 5 травня 1996, Львів) — сестрою Віктора та Олекси Приходьків. У січні 1919 року у складі Української республіканської капели під керівництвом Олександра Кошиця, адміністратором якої був її брат Олекса, Ольга виїхала на гастролі по Європі. Навчалася на матуральних курсах при Українській господарській академії в Подєбрадах, де познайомилася з Оленою Телігою. 1924 чи 1925 одружилася з Ігорем Лоським. Кілька років навчалася на філософському факультеті Українського вільного університету, але курсу не закінчила. 1932 року родина Лоських переїхала до Львова. 1949 року Ольга була репресована, до 1955 року відбувала покарання в таборі в Горьковській області (нині Нижньогородська область, Росія). Померла 5 травня 1996 року у Львові.
Донька Ольги та Ігоря Лоських Олена (у шлюбі Сікора) народилася 3 квітня 1927 року, лікарка за фахом, проживає у Львові.

## Доробок
- «Подорожні записки з Сен Гетарду й з понад Ляго-Моджоре» (1927)
- «Українські студенти в Ростоку й Кіллю» (1931)
- «Внутрішнє упорядкування і прикраси домівокукраїнської козацької старшини» (1933)
- «З життя і побуту козацької старшини»(1933)
- «Змагання України за високу школу» (1934)
- «Як одягалася українська козацька старшина» (1934)
- «Ще дещо з побуту української козацької старшини»(1934)
- «Україна у XVIII віці у споминах сучасника» (1936)
- Жінка в добі Хмельниччини / Ігор Лоський // Свобода (Нью-Йорк). – 1934. – Ч. 203. – 30 серпня. – С. 3.16.
- Українка часів Козаччини / Ігор Лоський // Альманах УкраїнськогоНародного Союзу (Нью-Йорк). – 2001. – С. 43-50; Передрук з часопису «Жінка» (Львів). – 1935. – Ч. 15-16. – С. 1-8
- Українська жінка в Козацьку добу / Ігор Лоський // Свобода (Нью-Йорк). – 1941. – Ч. 239. – 16 жовтня. – С. 3.18.
- Українська жінка в Козацьку добу / Ігор Лоський // Свобода (Нью-Йорк). – 1941. – Ч. 240. – 17 жовтня. – С. 4.19.
- Українська жінка в Козацьку добу / Ігор Лоський // Свобода (Нью-Йорк). – 1941. – Ч. 241. – 18 жовтня. – С. 4.20.
- Українська жінка в Козацьку добу / Ігор Лоський // Свобода (Нью-Йорк). – 1941. – Ч. 243. – 21 жовтня. – С. 4.21.
- Українська жінка в Козацьку добу / Ігор Лоський // Свобода (Нью-Йорк). – 1941. – Ч. 244. – 22 жовтня. – С. 4.22.
- Українська жінка в Козацьку добу / Ігор Лоський // Свобода (Нью-Йорк). – 1941. – Ч. 245. – 23 жовтня. – С. 6.23.
- Марія Тарасенко / Ігор Лоський // Незборима нація (Київ). – 2009.– 28 червня.24.